# Bảo tàng Thủ công ở Krosno
Bảo tàng Thủ công ở Krosno (tiếng Ba Lan: Muzeum Rzemiosła w Krośnie) là một bảo tàng tọa lạc tại số 19 Phố Pisudskiego, Krosno, Ba Lan. Trụ sở của Bảo tàng là một ngôi nhà chung cư được xây dựng vào cuối thế kỷ 19 và đầu thế kỷ 20.

## Lược sử hình thành
Bảo tàng Thủ công ở Krosno

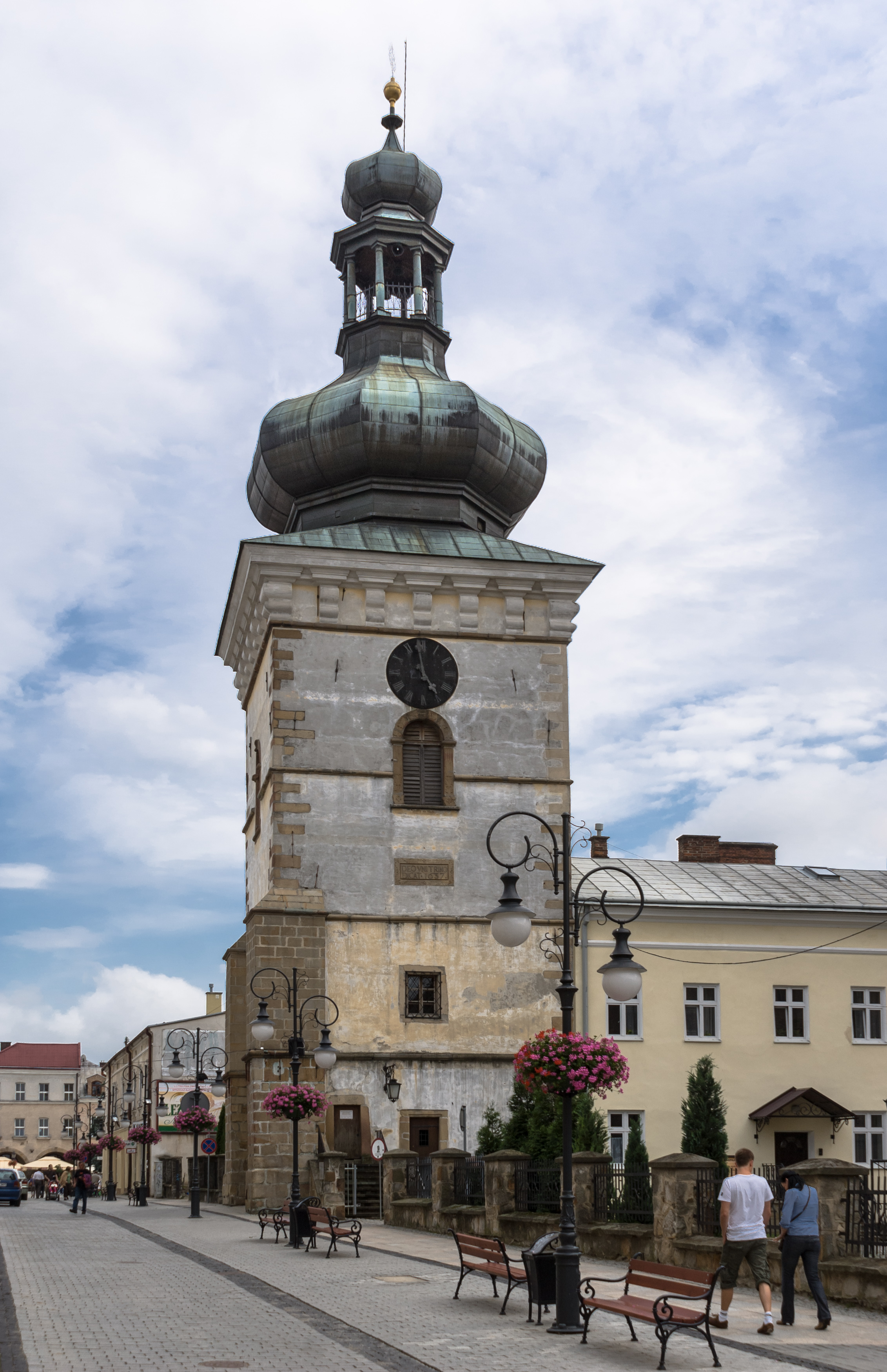
Tháp Farna

Ý tưởng mở Bảo tàng Thủ công nảy sinh vào đầu những năm 1980 trong các vòng kết nối với Cechem of Various Crafts ở Krosno. Những người thành lập tổ chức này là: Józef Cisowski và Tadeusz Bochenek. Năm 1980, Hội đồng quản trị Guild yêu cầu chính quyền Krosno bàn giao tòa nhà. Bài phát biểu đã nhận được phản ứng tích cực, và - sau khi những người thuê nhà bị đuổi đi - công việc cải tạo bắt đầu, diễn ra vào năm 1984-1987. Phần lớn công việc xây dựng được thực hiện trực tiếp bởi các thợ thủ công từ Krosno. Sau khi hoàn thành, cơ sở này được khai trương vào năm 1990.
Việc thu thập các hiện vật được bắt đầu song song với các công trình cải tạo. Nhiều người trong số họ đã được tặng bởi các thợ thủ công từ thành phố và khu vực xung quanh, cũng như chính quyền thành phố và Phòng Thủ công từ Rzeszów.
Kể từ năm 2006, Piwnica PodCieniami tại Rynek 5 đã hoạt động như một phần của bảo tàng, phục vụ cho việc tổ chức các cuộc triển lãm tạm thời. Cơ sở này cũng giúp bạn có thể tham quan Tháp Giáo xứ - tháp chuông tại Nhà thờ Collegiate của Chúa Ba Ngôi.

## Triển lãm
Bộ sưu tập của Bảo tàng Thủ công ở Krosno hiện đang bao gồm các triển lãm sau:
Triển lãm cơ bản của bảo tàng là triển lãm mang tên "Lịch sử nghề thủ công của Đông Nam Ba Lan", trưng bày các cuộc triển lãm liên quan đến lịch sử của các nghề thủ công như mộc, rèn, sản xuất đồng hồ (cùng với các triển lãm liên quan đến lịch sử của tòa nhà), may, dệt, đóng giày bằng dao kéo và yên ngựa, làm tóc và thời trang.

## Giờ mở cửa
Bảo tàng Thủ công ở Krosno hoạt động quanh năm, mở cửa tất cả các ngày trong tuần trừ thứ Hai (từ ngày 1 tháng 10 đến ngày 30 tháng 4), và mở cửa cả tuần (từ ngày 1 tháng 5 đến ngày 30 tháng 9). Khách tham quan phải trả phí vào cửa.